# Alexandru Jakabházi
Alexandru Jakabházi (n. 20 martie 1954, Dej) este un artist plastic  și profesor universitar român de naționalitate maghiară.

## Biografie
Alexandru Jakabházi a  urmat Liceul „Andrei Mureșanu” din Dej, apoi a studiat la Institutul de Arte Plastice „Ion Andreescu” din Cluj-Napoca - secția grafică cu Ioachim Nica, Feszt László și Horvat-Bugnariu Ioan. 
Activează ca membru al Uniunii Artiștilor Plastici - filiala Timișoara și Profesor universitar dr. habil. la Universitatea de Vest - Facultatea de Arte și Design din Timișoara.
După absolvirea facultății clujene a locuit și creat în Târgu-Jiu1981-1987 , Sibiu1987-1999 , Timișoara 1999 până în prezent.